# Рецептор-опосередкований ендоцитоз

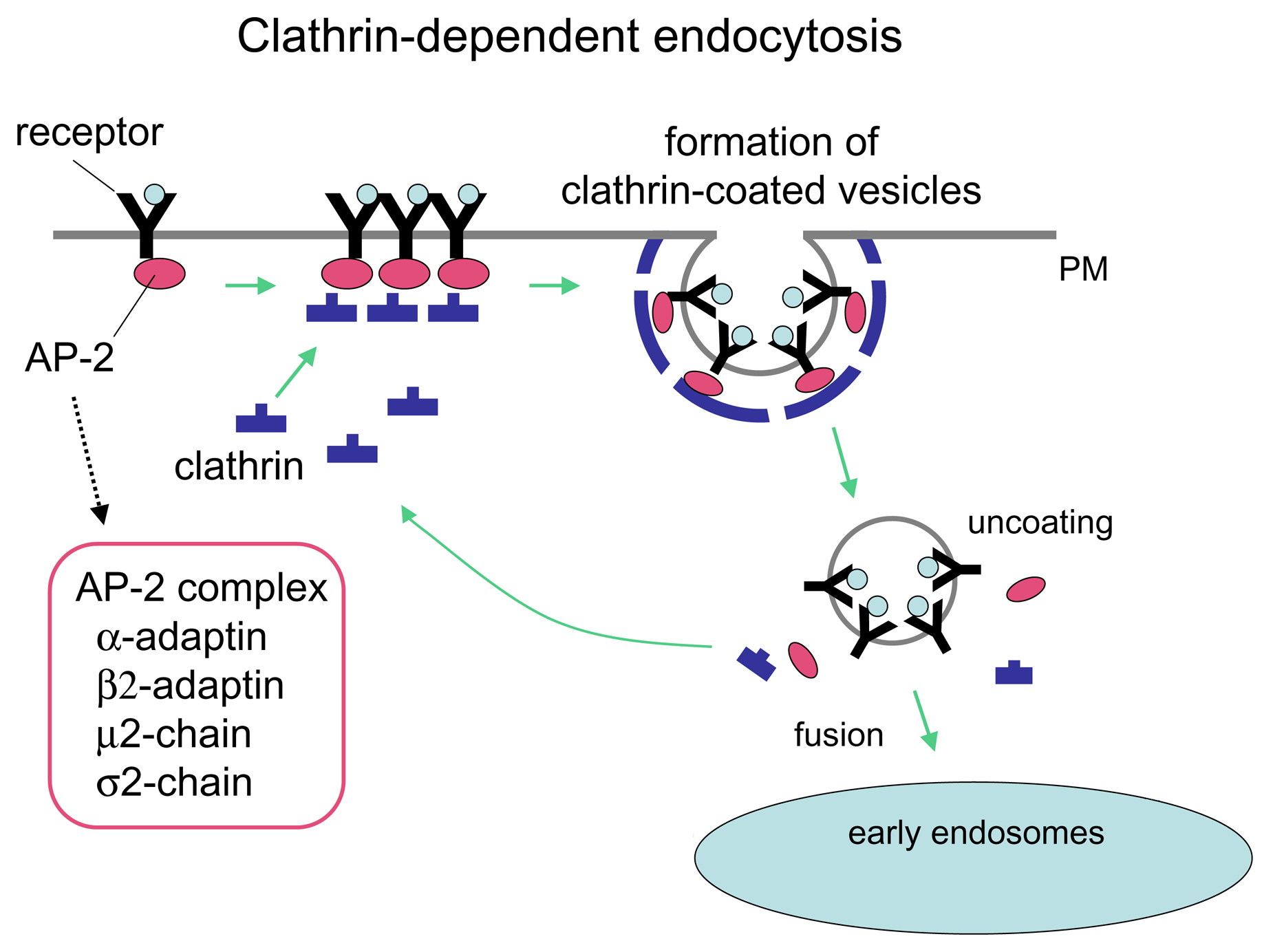
Механізм клатрин-залежного ендоцитозу.

Рецептор-опосередкований ендоцитоз (англ. Receptor-mediated endocytosis, RME), або клатрин-залежний ендоцитоз це процес завдяки якому клітини поглинають, гормони, інші протеїни, а також в деяких випадках віруси (endocytosis). Під час цього процесу ділянка клітинної мембрани що містить рецептор із приєднаною до нього молекулою-мішенню (молекула-ліганд) вгинається всередину клітини, внаслідок чого молекула-мішень потрапляє в клітину.

## Процес
Хоча рецептори та відповідні молекули що з ними зв'язуються можуть потрапити всередину клітини різними шляхами (див. кавеолін), клатрин-опосередкований ендоцитоз є найбільш детально вивченим процесом. Клатрин-опосередкований ендоцитоз притаманний багатьом видам рецепторів. Процес починається з приєднання молекули-ліганда до рецептора та його активації. Ліганд-рецепторний комплекс (часто в комплексі з додатковими білками-адапторами) дифундує через плазматичну мембрану поки не приєднається до ділянок вкритих клатрином. Завдяки супрамолекулярним клатриновим структурам утворюється вигин всередину клітини, що згодом призводить до відбурунькування везикули вкритої клатрином всередину клітини, які потім переходять у ранні ендосоми шляхом злиття. Ендосоми що містять інтерналізовані рецептор та/або ліганд потім сортуються і відправляються за відповідним маршрутом в клітині.

## Функції
Функції рецептор-опосередкованого ендоцитозу є досить різноманітними. Найважливішою є захоплення і транспортування в клітину важливих молекул, наприклад ліпопротеїнів низької щільності через LDL рецептор або іонів заліза через трансфериновий рецептор. Рецептор-опосередкований ендоцитоз також грає роль в клітинном сигналінгу, зменшуючи (downregulation) рівень активації певного сигнального шляху. Після активації рецептору він інтерналізується в клітину і потім транспортується в лізосоми для деградації. В той же час цей тип ендоцитозу грає важливу роль в передачі певних сигналів з поверхні мембрани у ядро (див. EGF).

## Експериментальне дослідження
Використання флуоресцентних барвників або флуоресцентних протеїнів робить можливим вивчення ендоцитозу за допомогою флуоресцентної мікроскопії.